# Maculinea chosensis
Maculinea chosensis är en fjärilsart som beskrevs av Matsumura 1927. Maculinea chosensis ingår i släktet Maculinea och familjen juvelvingar. Inga underarter finns listade i Catalogue of Life.